# Podómetro

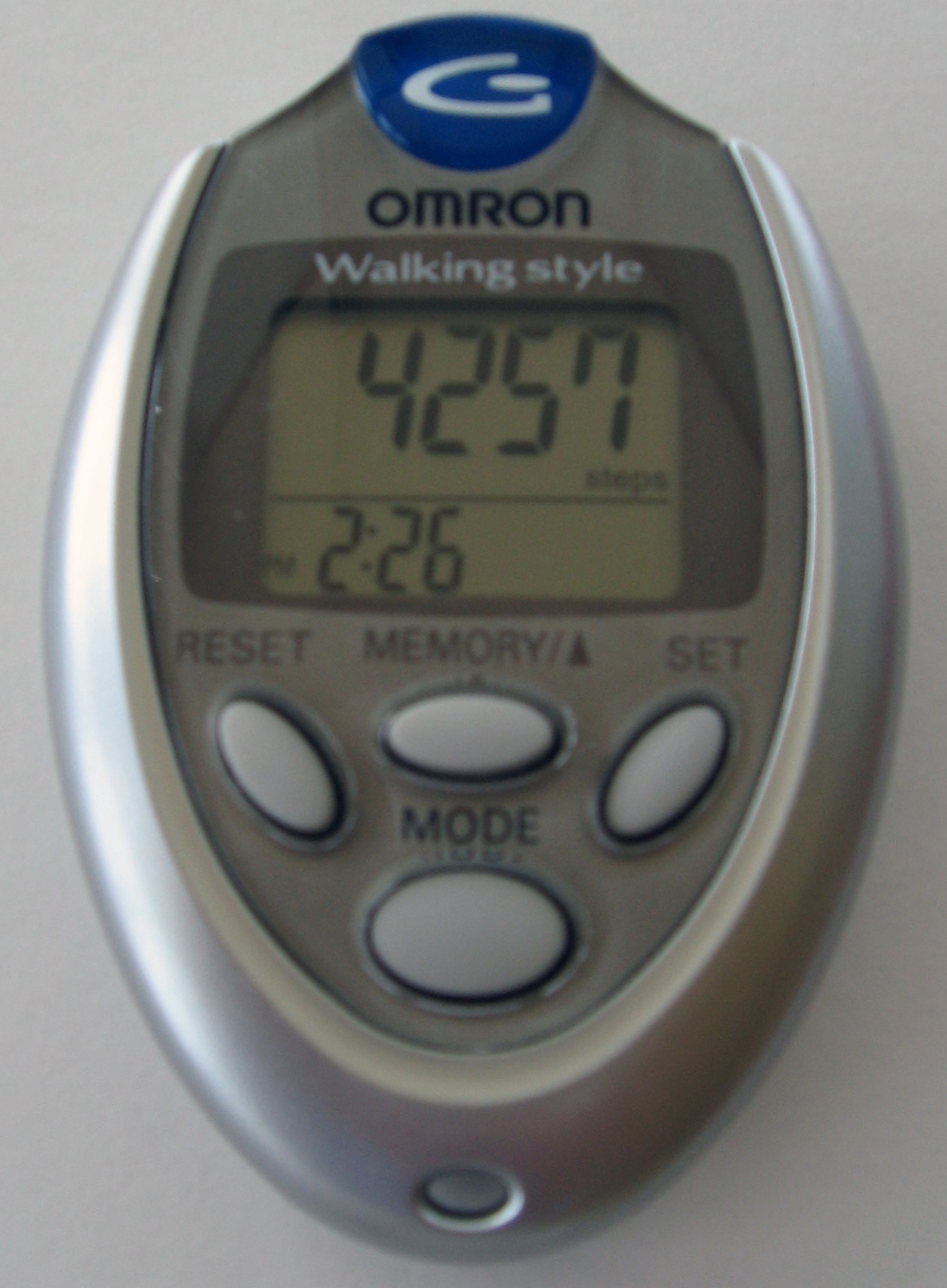
Podómetro

Un podómetro, odómetro o cuentapasos es un dispositivo electrónico o electromecánico, generalmente portátil que cuenta cada paso que una persona realiza al detectar el movimiento de las caderas de la persona. Debido a que la longitud del paso de cada persona varía, es necesaria una calibración informal, realizada por el usuario si este se mueve, si se desea la presentación de la distancia recorrida en una unidad de longitud (por ejemplo, en kilómetros o millas).
Usado originalmente por amantes del deporte y de la actividad física, los podómetros se están popularizando como un medidor y motivador del ejercicio cotidiano. A menudo se lleva en el cinturón durante todo el día, de esa manera se puede registrar la cantidad de pasos que el usuario ha recorrido ese día, y por lo tanto los kilómetros o millas (distancia = número de pasos x longitud del paso). Algunos podómetros también registran erróneamente los movimientos que no sean un paso, como agacharse para atarse los zapatos o conducir un vehículo por caminos irregulares, a pesar de que los dispositivos más avanzados registran menos de estos "falsos pasos". Un total de 10 000 pasos por día, equivalente a unos 8 kilómetros, es recomendado por algunos como el punto de referencia para un estilo de vida activo, aunque este objetivo es objeto de debate entre los expertos. Los podómetros se están integrando a un número creciente de dispositivos de consumo electrónicos portátiles como los seguidores de actividad producidos por Fitbit.